# Il vecchio e il bambino
Il vecchio e il bambino (Le vieil homme et l'enfant) è un film del 1967 diretto da Claude Berri. Il film è stato inserito nel 17º Festival internazionale del cinema di Berlino, dove Michel Simon ha vinto l'Orso d'argento per il miglior attore. 

## Trama
La storia si svolge in Francia durante l'occupazione tedesca. Racconta la storia della vita di Claude Langman nella famiglia ospitante, dove i suoi genitori lo hanno mandato per evitare le persecuzioni naziste. La famiglia ospitante è una coppia di nonni: Pépé e Mèmè. Pepe è un reduce della prima guerra mondiale; antipolitico e antisemita, non smette di accusare gli ebrei, i comunisti e i massoni di essere la causa di tutti i mali della Francia. Ma l'arrivo di Claude, a cui i suoi genitori hanno formalmente vietato rivelare la sua identità ebraica, sconvolgerà un po' le certezze di Pepe e rivelerà l'uomo buono che giace addormentato in lui.